# Liste der Mitglieder des Provinziallandtags der Provinz Westfalen (3. Sitzungsperiode)
Diese Liste gibt einen Überblick über die Mitglieder des Provinziallandtags der preußischen Provinz Westfalen in der dritten Sitzungsperiode 1832. Die Wahldauer betrug sechs Jahre. Alle drei Jahre wurde die Hälfte der Abgeordneten neu gewählt.

## Abgeordnete
| Kurie                        | Wahlbezirk          | Wahlkreis                               | Abgeordneter                                                 | Anmerkung                                                         |
| ---------------------------- | ------------------- | --------------------------------------- | ------------------------------------------------------------ | ----------------------------------------------------------------- |
| Stand der Herren und Fürsten | ./.                 | Herzog von Arenberg                     | Prosper Ludwig (Arenberg)                                    |                                                                   |
| Stand der Herren und Fürsten | ./.                 | Salm-Salm                               | Florentin zu Salm-Salm                                       | Vertreten durch August Freiherr von Nagel-Doornick                |
| Stand der Herren und Fürsten | ./.                 | Salm-Horstmar                           | Fürst Wilhelm Friedrich zu Salm-Horstmar                     | Vertreten durch Werner-Constantin Freiherr von Droste zu Hülshoff |
| Stand der Herren und Fürsten | ./.                 | Herzog von Croy                         | Alfred von Croÿ                                              | Vertreten durch Regierungsrat Ferdinand Graf von Merveldt         |
| Stand der Herren und Fürsten | ./.                 | Herrschaften Cappenberg und Scheda      | Graf Heinrich Friedrich Karl vom und zum Stein               | Provinziallandtagsmarschall                                       |
| Ritterschaft                 | Minden-Ravensberg   | ./.                                     | Karl von der Horst                                           | zu Haldem                                                         |
| Ritterschaft                 | Minden-Ravensberg   | ./.                                     | Graf Franz von Korff gen. Schmising-Kerssenbrock             | zu Brimcke                                                        |
| Ritterschaft                 | Paderborn           | ./.                                     | Philipp von Wolff gen. Metternich                            | zu Wehrden                                                        |
| Ritterschaft                 | Paderborn           | ./.                                     | Graf Hermann von Bocholtz-Asseburg                           | zu Hinnenburg                                                     |
| Ritterschaft                 | Paderborn           | ./.                                     | Friedrich Karl Dominik Freiherr von und zu Brenken           | zu Erpernburg                                                     |
| Ritterschaft                 | Herzogtum Westfalen | ./.                                     | Friedrich Wilhelm von Schorlemer                             | zu Heringshausen                                                  |
| Ritterschaft                 | Herzogtum Westfalen | ./.                                     | Franz Egon Philipp von Fürstenberg-Herdringen                | zu Herdringen                                                     |
| Ritterschaft                 | Herzogtum Westfalen | ./.                                     | Maximilian Droste zu Vischering-Padberg                      | Landrat zu Brillon, zu Meschede                                   |
| Ritterschaft                 | Mark                | ./.                                     | Emil von Berswordt-Wallrabe                                  | zu Weitmar                                                        |
| Ritterschaft                 | Mark                | ./.                                     | Clemens von Lilien-Borg                                      | zu Borg                                                           |
| Ritterschaft                 | Mark                | ./.                                     | Gisbert von Romberg                                          | zu Brünninghausen                                                 |
| Ritterschaft                 | Mark                | ./.                                     | Gisbert von Bodelschwingh-Plettenberg                        | zu Velmede                                                        |
| Ritterschaft                 | Mark                | ./.                                     | Engelbert von Landsberg-Velen und Steinfurt                  | zu Drensteinfurt                                                  |
| Ritterschaft                 | Ost-Münster         | ./.                                     | Freiherr Friedrich Anton Johann Nepomuk von Korff            | Geheimer Regierungsrat und Kammerherr zu Harkotten                |
| Ritterschaft                 | Ost-Münster         | ./.                                     | Maximilian von Ketteler                                      | zu Harkotten                                                      |
| Ritterschaft                 | Ost-Münster         | ./.                                     | Maximilian Frederik Hendrik von Korff gen. Schmising         | Kammerherr zu Lette                                               |
| Ritterschaft                 | Ost-Münster         | ./.                                     | Johann Matthias Graf von Galen                               | Erbkämmerer                                                       |
| Ritterschaft                 | West-Münster        | ./.                                     | Clemens August von Twickel                                   | zu Havixbeck                                                      |
| Ritterschaft                 | West-Münster        | ./.                                     | Ignaz von Landsberg-Velen und Gemen                          | zu Velen                                                          |
| Ritterschaft                 | West-Münster        | ./.                                     | Maximilian Graf Droste zu Vischering                         | Erbdrost                                                          |
| Städte                       | Minden-Ravensberg   | Stadt Minden                            | Friedrich Wilhelm Seidel (Seydel)                            | aus Minden                                                        |
| Städte                       | Minden-Ravensberg   | Stadt Bielefeld                         | Johann Daniel Delius                                         | aus Bielefeld                                                     |
| Städte                       | Minden-Ravensberg   | übrige Städte                           | Friedrich Wilhelm Delius                                     | aus Versmold                                                      |
| Städte                       | Paderborn           | Höxter                                  | Christop von Elmendorff                                      | Dommherr zu Höxter                                                |
| Städte                       | Paderborn           | übrige Städte                           | Wilhelm Anton Ludowici                                       | Landwirt aus Brakel                                               |
| Städte                       | Herzogtum Westfalen | Stadt Siegen                            | August Hanekroth                                             | aus Siegen                                                        |
| Städte                       | Herzogtum Westfalen | übrige Städte                           | Georg Köster                                                 | Amtsschreiber zu Medebach                                         |
| Städte                       | Mark                | Iserlohn                                | Gustav Milchsack                                             | Rentier und Fabrikbesitzer zu Iserlohn                            |
| Städte                       | Mark                | Stadt Dortmund                          | Arnold Buchholz                                              | aus Dortmund                                                      |
| Städte                       | Mark                | Lippstadt                               | Gottlieb Friedrich Gallenkamp                                | Bürgermeister zu Lippstadt                                        |
| Städte                       | Mark                | übrige Städte                           | Theodor Sternenberg                                          | Kaufmann zu Schwelm                                               |
| Städte                       | Mark                | übrige Städte                           | Gottfried Overweg                                            | Gastgeber zu Unna                                                 |
| Städte                       | Ost-Münster         | Münster                                 | Johann Hermann Hüffer                                        | Buchhändler zu Münster                                            |
| Städte                       | Ost-Münster         | Münster                                 | Ignatz Goessen                                               | Kammersekretär in Münster                                         |
| Städte                       | Ost-Münster         | Bocholt und Warendorf                   | Peter Driessen (Drießen)                                     | Kaufmann zu Bochold                                               |
| Städte                       | Ost-Münster         | übrige Städte                           | Anton Christop Böhmer                                        | Kaufmann aus Telgte                                               |
| Städte                       | West-Münster        | übrige Städte                           | Caspar Adolph Winters                                        | Kaufmann aus Borken                                               |
| Landgemeinden                | Minden-Ravensberg   | Kreis Minden                            | Friedrich Meinert                                            | Landwirt in Rothenuffeln                                          |
| Landgemeinden                | Minden-Ravensberg   | Kreis Rahden                            | Dietrich Conrad Hovemeyer                                    | Landwirt in Nettestädt                                            |
| Landgemeinden                | Minden-Ravensberg   | Kreise Bünde und Herford                | Karl Friedrich Meyer                                         | Landwirt zu Spradow                                               |
| Landgemeinden                | Minden-Ravensberg   | Kreise Bielefeld, Halle und Wiedenbrück | Zacharias Kahrmann                                           | Landwirt in Umhausen                                              |
| Landgemeinden                | Paderborn           | Kreise Paderborn und Büren              | Matthias Gödde                                               | Gastwirt in Büren                                                 |
| Landgemeinden                | Paderborn           | Kreise Brackel, Warburg und Höxter      | Franz Hermann Sarrazin                                       | Landwirt in Brenkhausen                                           |
| Landgemeinden                | Herzogtum Westfalen | Kreise Lippstadt und Brilon             | Gottfried Langenohl gen. Borgschulte                         | Landwirt in Merlinghausen                                         |
| Landgemeinden                | Herzogtum Westfalen | Kreise Wittgenstein, Siegen und Olpe    | Caspar Freusberg                                             | Landrat in Olpe                                                   |
| Landgemeinden                | Herzogtum Westfalen | Kreise Arnsberg und Eslohe              | Franz Anton Thüsing                                          | Landrat in Brenschede                                             |
| Landgemeinden                | Mark                | Kreise Soest und Hamm                   | Caspar Heinrich Theodor Schulze Neuhoff gen. Schulze Dellwig | zu Dellwig                                                        |
| Landgemeinden                | Mark                | Kreise Dortmund und Bochum              | Johann Theodor Lange                                         | Landwirt in Leithe                                                |
| Landgemeinden                | Mark                | Kreise Iserlohn und Altena              | Friedrich Wilhelm Ebbinghaus                                 | Fabrikant in Niederhemer                                          |
| Landgemeinden                | Mark                | Kreis Hagen                             | Friedrich Harkort                                            | Kaufmann zu Wetter                                                |
| Landgemeinden                | Ost-Münster         | Kreis Tecklenburg                       | Johann Rudolf Wulff                                          | Landwirt in Lotte                                                 |
| Landgemeinden                | Ost-Münster         | Kreis Münster                           | Johann Christian Biederlack                                  | Kaufmann, Kommerzienrat und Beigeordneter zu Greven               |
| Landgemeinden                | Ost-Münster         | Kreis Warendorf und Beckum              | Brüning                                                      | Bürgermeister zu Enniger                                          |
| Landgemeinden                | Ost-Münster         | Kreis Münster                           | Schulte-Forkenbeck                                           | Landwirt zu Lüdingshausen                                         |
| Landgemeinden                | West-Münster        | Kreis Recklinghausen                    | Franz Anton Bracht                                           | Regierungsrat zu Dillenburg                                       |
| Landgemeinden                | West-Münster        | Kreise Borken und Ahaus                 | Anton Schulte-Tangerding                                     | Landwirt im Kirchspiel Bochold                                    |
| Landgemeinden                | West-Münster        | Kreise Coesfeld und Steinfurt           | August Schulze Berning                                       | Landwirt zu Dülmen                                                |